# Söhne von der Heiligen Familie
Die Söhne von der Heiligen Familie (lat.: Filii Sacrae Familiae Iesu, Mariae et Josephi, Ordenskürzel: SF) sind eine klerikale Ordensgemeinschaft in der römisch-katholischen Kirche. Sie wurde 1864 vom hl. Josep Manyanet i Vives (1833–1901) gegründet. 

## Geschichte

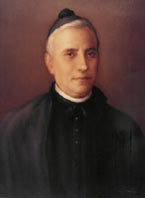
Der Ordensgründer Pater Josep Manyanet i Vives

Der spanische Priester Josep Manyanet y Vives gründete 1864 dieses Institut des geweihten Lebens. Die Aufgaben der neuen Gemeinschaft bestand in der katholischen Erziehung und Familiengründung nach dem Vorbild der Heiligen Familie von Nazareth. Er eröffnete am 19. März 1864 in Tremp (Spanien) ein kleines Gebäude und nannte es „Colegio San José“. In den Folgejahren wurden in ganz Katalonien Schulen nach dem Vorbild von Pater Josep eröffnet. Am 2. Februar 1870 erteilte der Bischof von Urgell Josep Caixal i Estradé die bischöfliche Erlaubnis. Am 30. April 1887 erteilte Papst Leo XIII. das Decretum laudis und am 22. Juni 1901 erhielt die Kongregation die päpstliche Approbation ebenfalls von Leo XIII. Papst Benedikt XV. bestätigte am 26. Oktober 1921 die Namensbezeichnung „Söhne von der Heiligen Familie“.

## Organisation
Die Kongregation hat Niederlassungen in Spanien, der USA, Italien, Argentinien, Kolumbien, Mexiko, Brasilien und Venezuela. Das Generalhaus ist in Barcelona beheimatet, das Ordenskapitel wird derzeit vom Generalsuperior Pater Jesús Díaz Alonso geführt, der 2011 Lluís i Ustrell Picazo nachfolgte. Jesús Díaz Alonso 2005 zählte die Kongregation 137 Priester und 196 Ordensbrüder, die auf 43 Häuser verteilt sind. Bisher einziger aus dem Orden hervorgegangener Bischof war Francisco González Valer, von 2001 bis 2014 Weihbischof in Washington.